# Bélszín

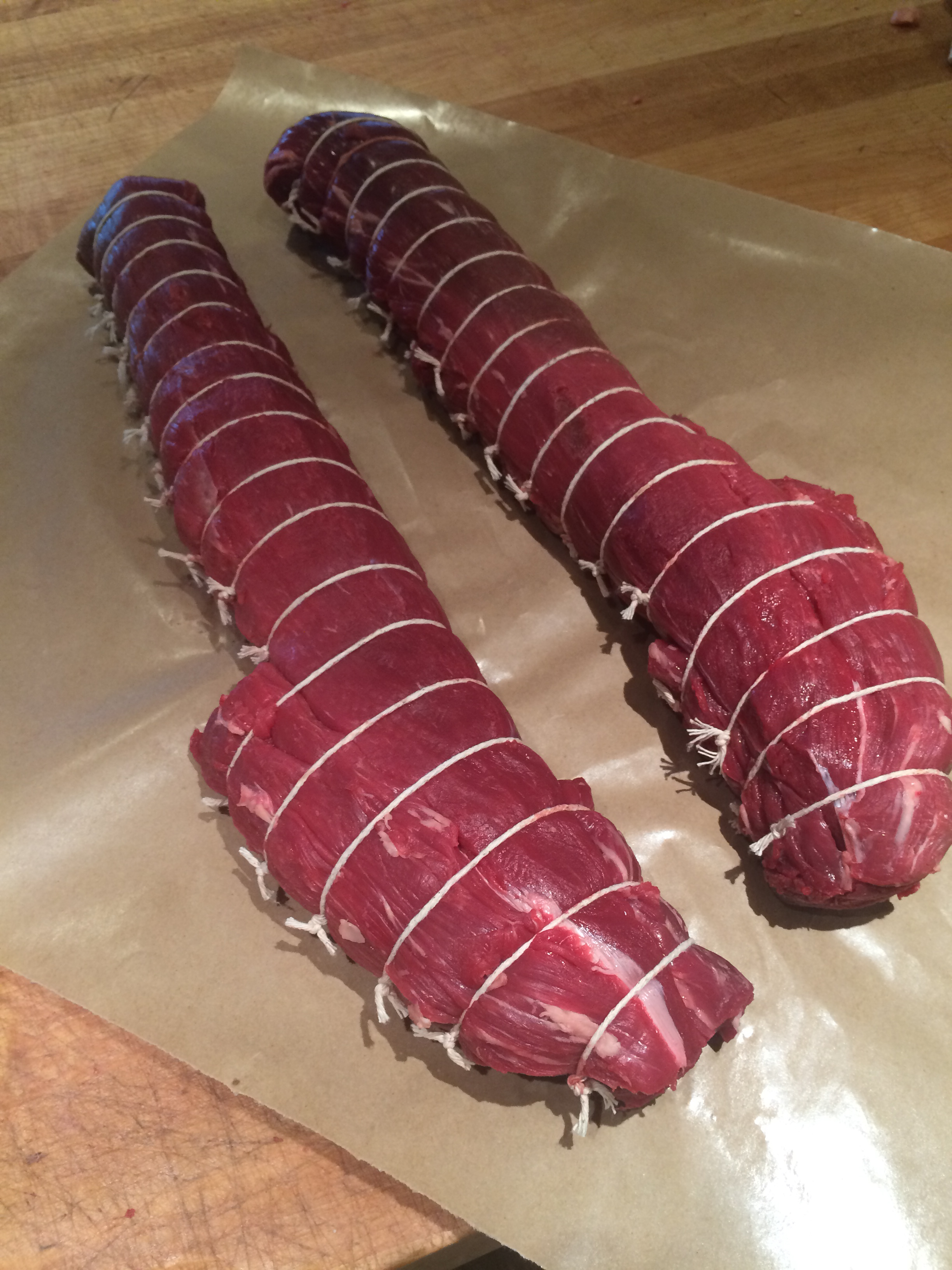
Bélszín előkészítve a sütésre

A bélszín (angolul tenderloin), vagy más, használatos magyar elnevezéssel vesepecsenye, a marha keresztfartő (sirloin) és szűzpecsenye (top sirloin) között elhelyezkedő legértékesebb része. A marhából metszett steak-ek (beefsteak) közül Magyarországon a vesepecsenyéből készítettek a legismertebbek. A szakszerűen vágott marhahússzelet neve steak, azaz nem csak a vesepecsenyéből vágott húsok számítanak annak. Anatómiailag ez a musculus psoas major (nagy horpaszizom); a sertés ennek megfelelő részének szűzpecsenye a neve. Ez a legdrágább és egyben legjobb minőségű marhahúsfajta. A hosszúkás, keskenyedő, henger alakú, legkisebb zsírtartalmú izom nem sokat dolgozik a szarvasmarha életciklusa során, ezért aztán sokkal puhább és porhanyósabb étel készülhet belőle, mint a többi részéből. Magas az L-karnitin tartalma (81 mg/1 adag), ami egyes tanulmányok szerint jó hatással van a krónikus szívelégtelenségben szenvedőkre.
Régies neve a bélpecsenye, előfordulására már 1595-ből van adat, de még az 1912-ben megjelent Mesterségek szótára is tartalmazza. Debrecen környékén bőszén néven ismerték.

## Ismertebb, bélszínből készült ételek
- Chateaubriand steak: Chateaubriand dupla bélszín, ami az 1800-as évek elején François-René de Chateaubriandról kapta a nevét[9][10][11]
- Sztroganov bélszín: egy orosz főúrról kapta a nevét, az idős, már fogatlan gróf számára André Dupont nevű francia szakácsa találta ki a fogást[12][13]
- Wellington bélszín: valószínűleg Arthur Wellesley, the 1st Duke of Wellington hercegről (1769–1852 angol hadvezér és államférfi) kapta a nevét[14]
- Tatárbifsztek: először francia éttermekben jelent meg a 20. század elején,[15] 1921-ben a Escoffier’s Le Guide Culinaire című  kiadványban Steack à l'Americaine[16] néven jelent meg az első leírása.[17]
- Filet Mignon: a bélszín vékonyabb végéből metszett részből készül, ami a marha leggyengébb, omlós és legpuhább része
- Omaha filet mignon steak
- Tournedos Rossini vagy Tenderloin of Beef Rossini Style: bélszínjava Rossini módra, ami szarvasgombával és libamájjal készül, névadója Gioachino Rossini[18]

## Bélszín sütési fokozatok

### Magyarország
- véres
- közepesen átsült
- jól átsült

### Angolszász országok
A angol-amerikai steak lehet bélszín, hátszín, vagy a különleges bontással készülő mindkettő részt tartalmazó: ami a T-bone steak. Azonban a marha szinte minden részéből steaket lehet sütni, többnyire pácolják a húsokat és nem olajban sütik, hanem grillezik.
|   | magyar megnevezés  | idegen elnevezés (en/fr/de)          | külső                                                        | belső | sütés (perc) | pihenőidő (perc) | maghő  |
| - | ------------------ | ------------------------------------ | ------------------------------------------------------------ | --- | ------------ | ---------------- | ------ |
| 1 | nyers              | Raw / brut / roh                     | beef tartare, tatárbeefsteak                                 | |              |                  |        |
| 2 | kékre sütve        | blue (extra rare) / bleu / blau      | forró kéreg                                                  | hűvös, nem meleg, nyers, élénk piros | 1-2          | 9                | 46-49C |
| 3 | véres              | rare/ saignant / blutig              | szürkés/barnás                                               | élénkpiros, rugalmas, nagyon lédús, meleg | 2-3          | 8                | 52-55C |
| 4 | angolos            | medium rare / anglise / rosa         | szürkés/barnás                                               | a középső mag része rózsaszín, lédús, zaftos, rugalmas hús | 3-4          | 7                | 55-60C |
| 5 | közepes            | Medium / à point/ halbrosa           |                                                              | A külső barnás réteg a hús harmadáig jellemző, inkább rózsaszín, átmenet a barnás, szürkébe, a közepe még éppen véres, közepesen lédús, rugalmásságából veszített, de még zaftos | 4-5          | 6                | 60-65C |
| 6 | félig átsütve      | medium well / point bien / halbdurch |                                                              | mindenhol szürkés barnás, vagy mély rózsaszín, kellően zaftos, kevésbé rugalmas                                                                                                  | 5-6          | 5                | 65-69C |
| 7 | jól átsütve        | well done/ bien cuit / durch         | szürkés barnás mindenhol néhány helyen fekete, vagy megégett | a hús tiszta és zaftos, de már nem rugalmas | 6-7          | 4                | 70-80C |
| 8 | nagyon jól átsütve | very well done                       | sötétbarna, több helyen megégve                              | bézs a közepős része, nem túl zaftos, de még nincs kiszáradva | 7-8          | 3                | 80-100 |
| 9 | túl sült           |                                      |                                                              | a közepe barna, a hús ki van száradva |              |                  | 100C-  |

A pihentetési időre azért van szükség, hogy a hús belsejében maradó nedvesség szépen kitöltse a hús pórusait.

## Megjelenése az irodalomban
De micsoda ebédek is voltak azok!
Az a drága jó bableves disznókörömmel, meg a gulyáshús kemény csipedettel, a hajdúkáposzta füstölt oldalassal, kolbásszal, a lencse disznófülével, farkával, meg az a fordított kása bárányhússal, a juhtúrós puliszka, aztán a fokhagymával tűzködött bélpecsenye, az excellens malacpörkölt zöldpaprikával, a nyárson sült liba pörcös öntött salátával; hát még az élethosszító paprikás halászlé s a leírhatlan tepertyűs, kapros túrós csusza! Ha én tirátok visszagondolok!

## Galéria

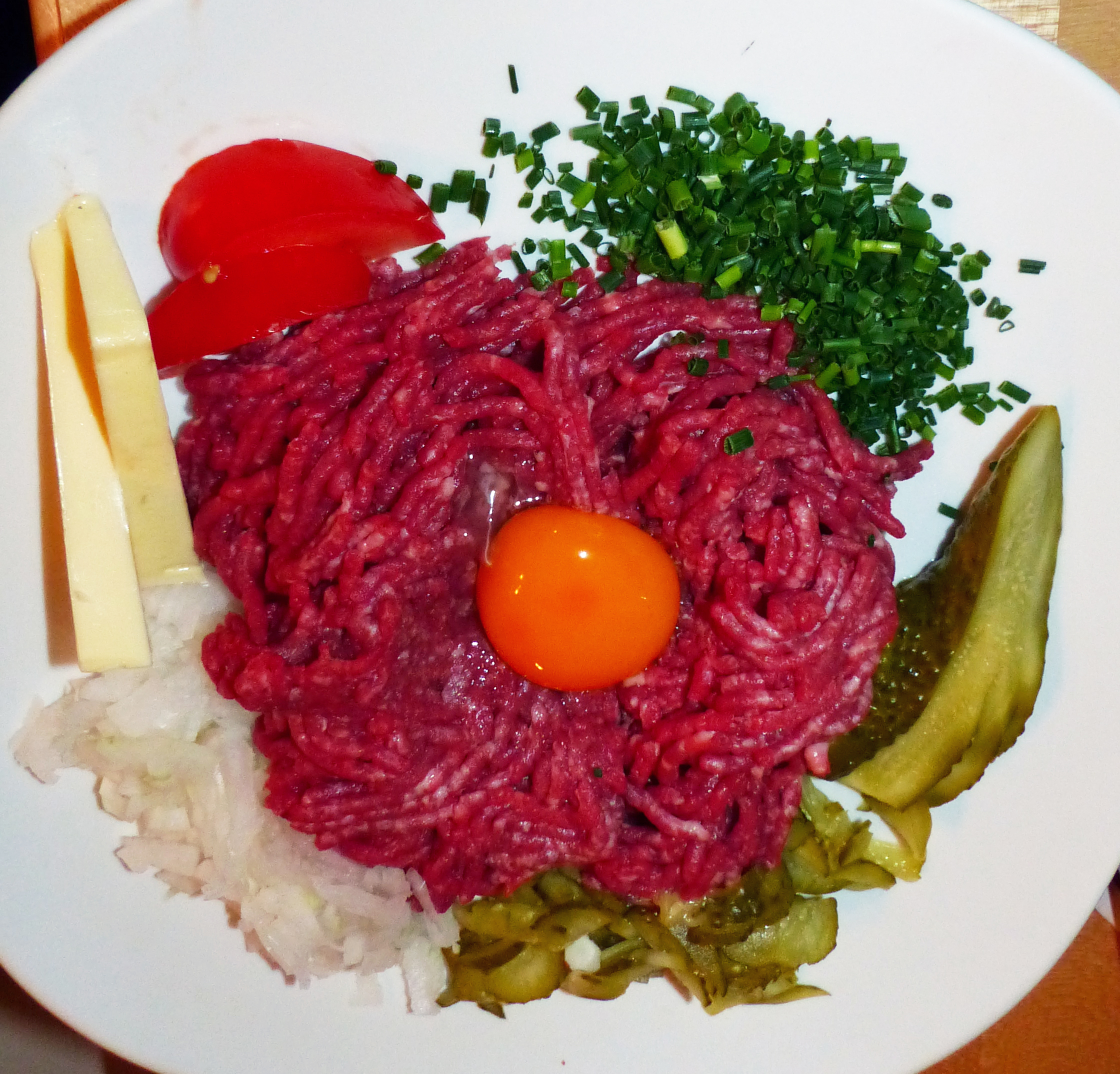
Tatárbifsztek
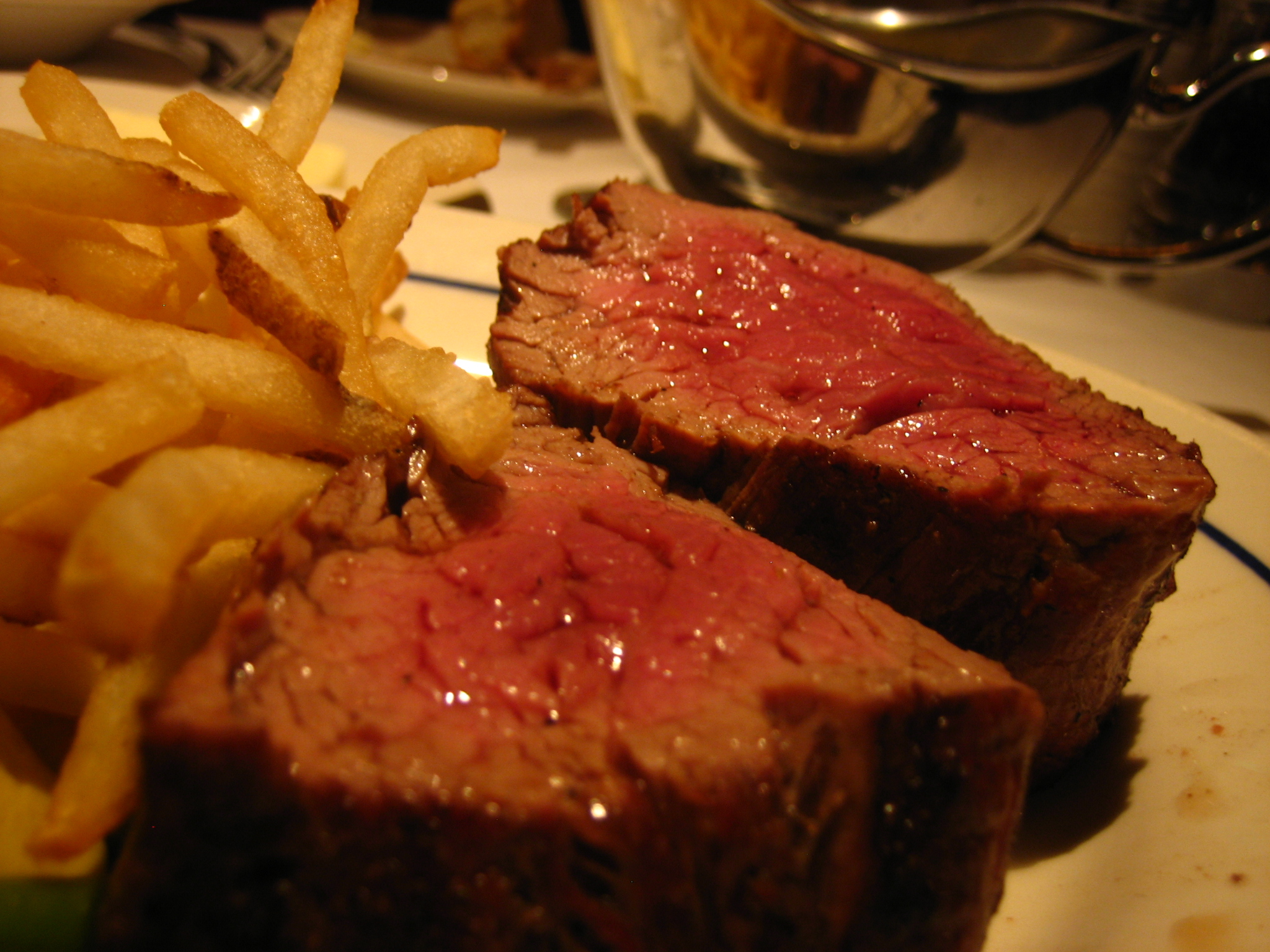
Chateaubriand steak
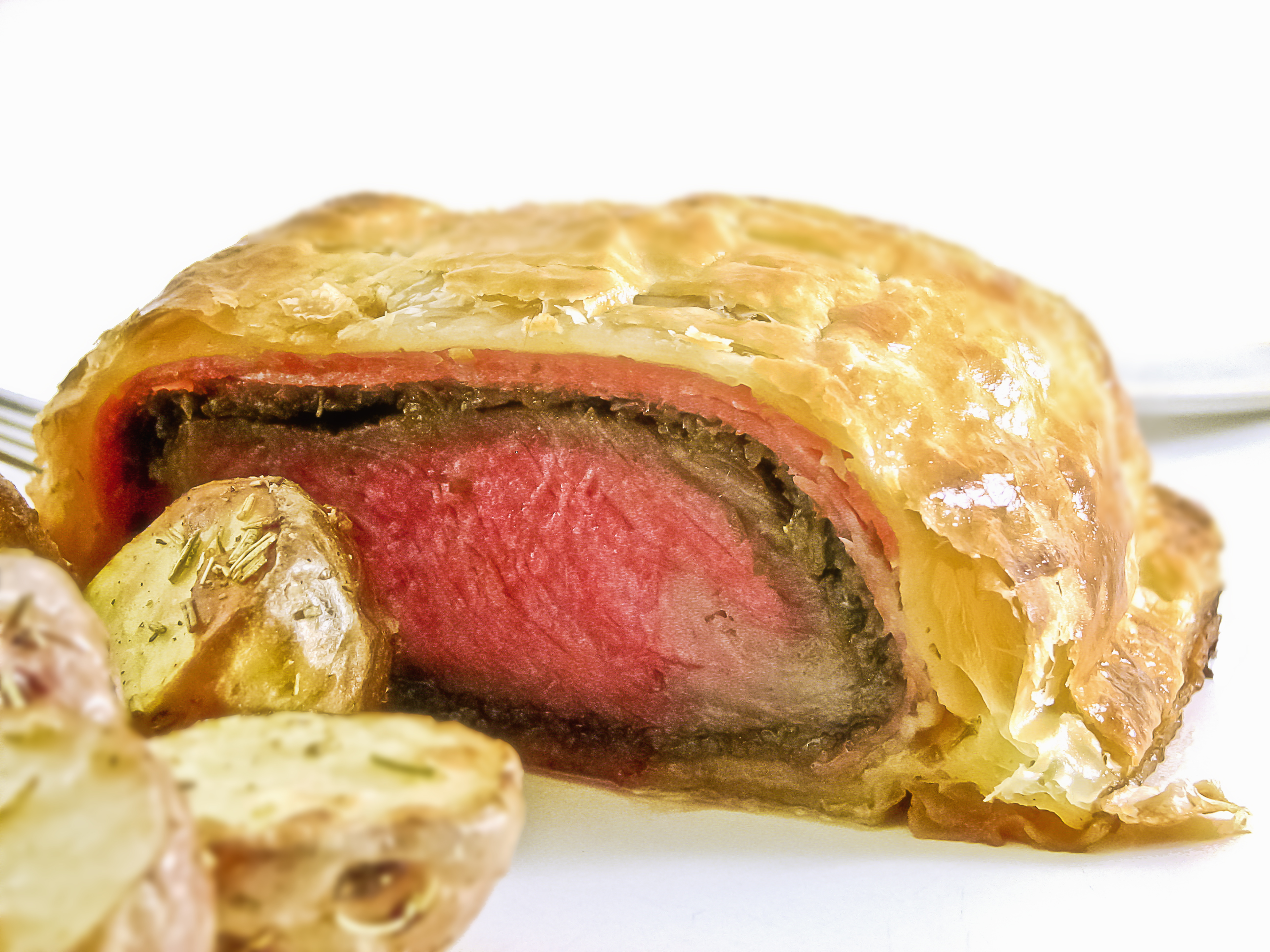
Wellington bélszín
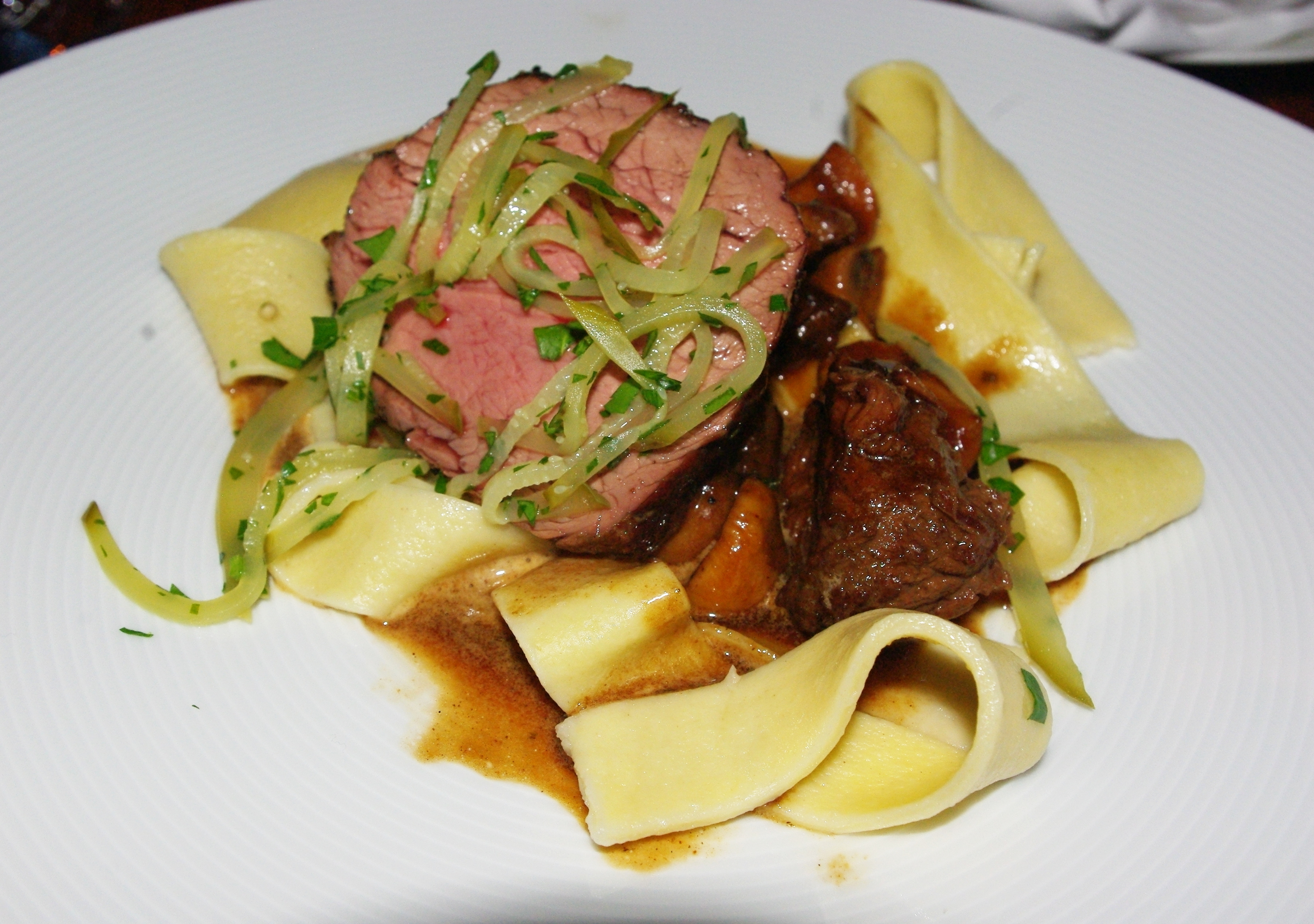
Sztroganov bélszín
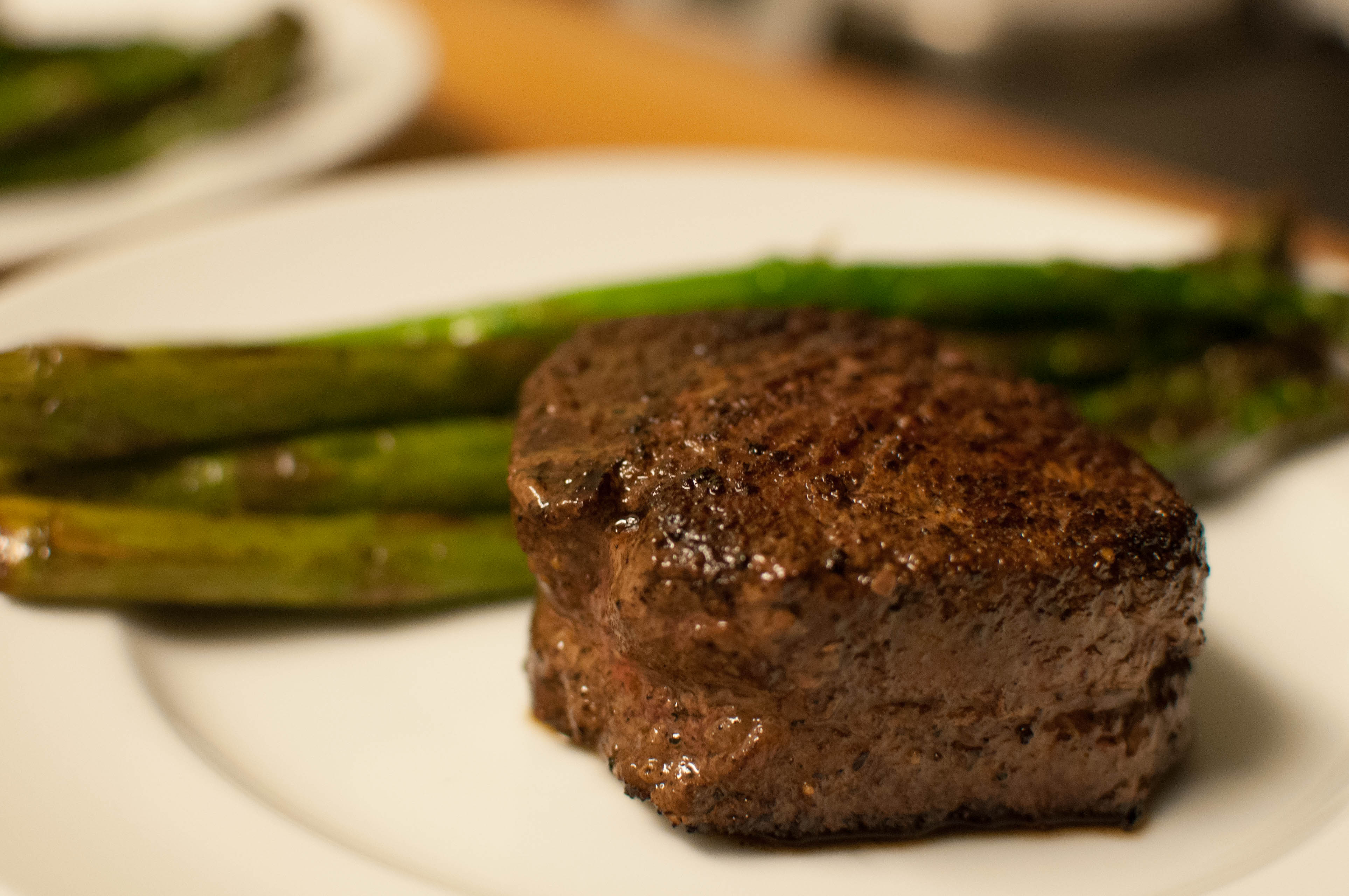
Filet Mignon
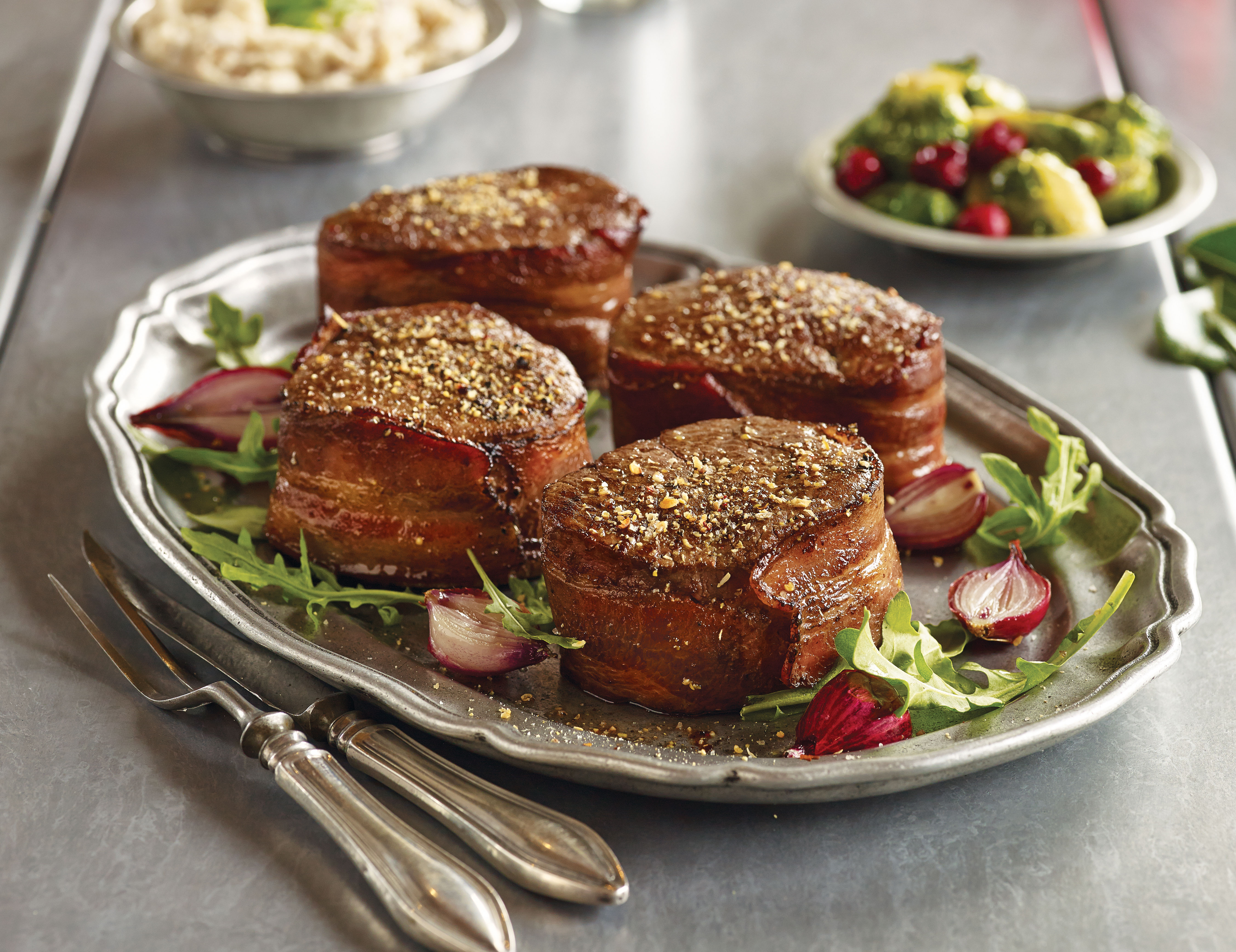
Omaha filet mignon steak
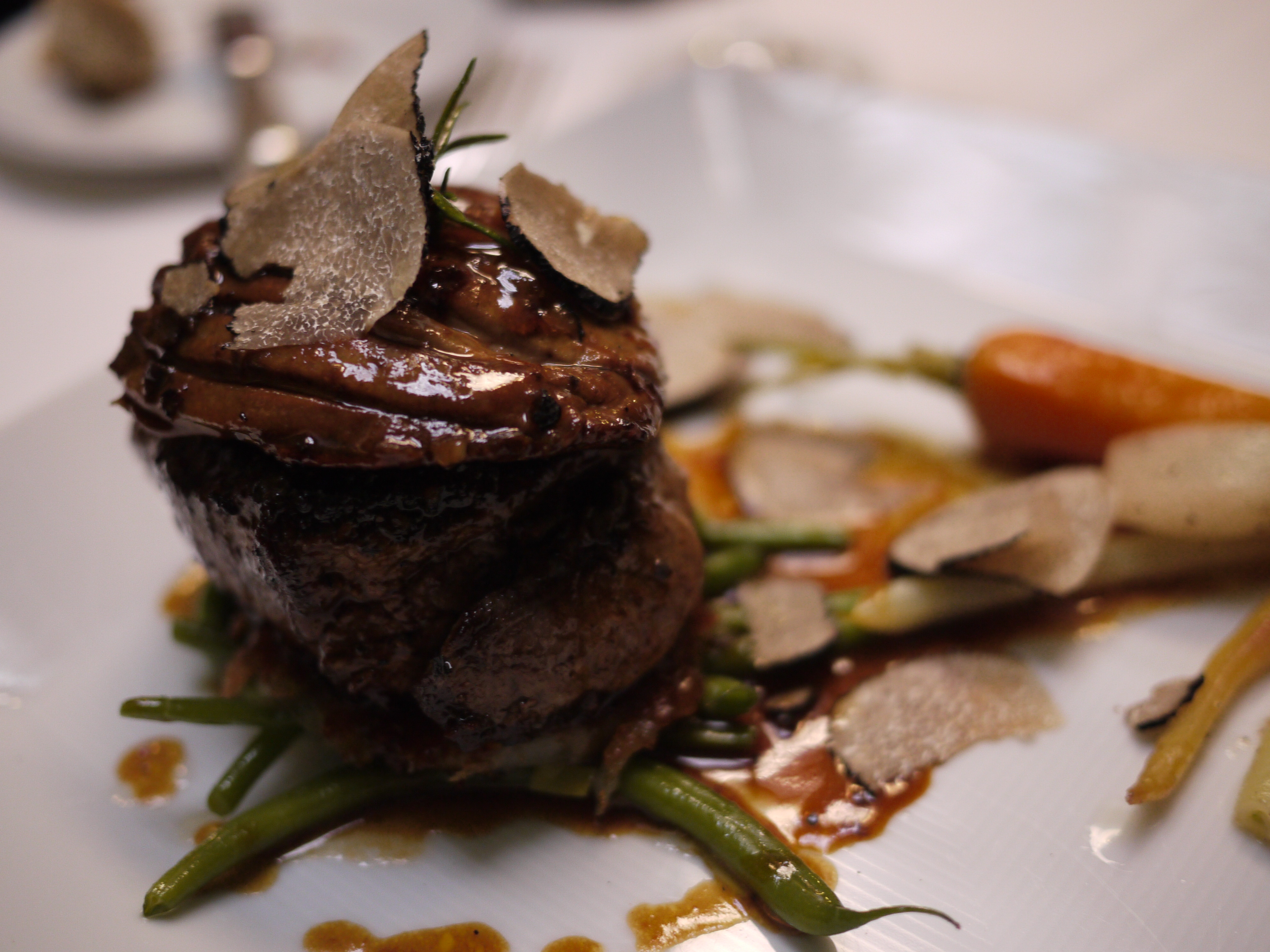
bélszínjava Rossini módra